# Batinská operace
Batinská operace byla jednou z vojenských operací Východní fronty během druhé světové války. Uskutečnila se na území dnešního Chorvatska v blízkosti vesnice Batina. V bojích, které trvaly od 11. do 29. listopadu 1944 proti sobě stály na pravém břehu řeky Dunaje jednotky Rudá armáda a jugoslávských partyzánů (NOVJ) na straně jedné a Wehrmacht se svými spojenci na straně druhé. Operace skončila vítězstvím Spojenců.

## Přípravy
Bitva se odehrála nedlouho po osvobození Bělehradu. Spojenecká vojska, která postupovala do regionu Baranje, představovala 57. armáda 3. ukrajinského frontu Rudé armády pod vedením generála Šarochina. Spolu s ní bojoval 12. sbor Jugoslávských partyzánů. Ustupující německá armáda se snažila nové boje přesunout na tok řeky Dunaje při městě Apatin a vesnici Batina, kde by bylo možné dobře bránit dnešní chorvatskou i maďarskou hranici. Úkolem operace bylo znemožnit Rudé armádě a partyzánům překonat Dunaj a postupovat dále směrem na západ.
Na jednání štábu 3. ukrajinského frontu Rudé armády, kterého se účastnily i partyzánské jednotky a který se konal ve městě Srbobran bylo rozhodnuto na základě návrhu maršála Tolbuchina přeplavit se přes Dunaj u obce Batina. Pokud by bylo potřeba překonat řeku i na dalším místě, byl zvolen prostor západně od města Apatin. Místa byla zvolena především proto, že břeh Dunaje byl podmáčený a těžce přístupný, a tím pádem by německé vojsko neočekávalo útok Rudé armády a partyzánů z tohoto směru. Navíc oblastí procházela hranice operativních zón německých skupin armád (skupina armád "Jihovýchod" a skupina "Jih"). Operace byla připravena v naprosté tajnosti. Před vyloděním bylo připraveno několik příprav na akci, které měly zmást protivníka a snížit jeho míru připravenosti na případnou obranu.
Na začátku listopadu 1944 bránily pravý břeh Dunaje od vesnice Duboševica až po lokalitu Čarna německé síly 68. sboru a 2. obrněné armády skupiny "Jihovýchod", kterým velel maršál Maximilian von Weichs. Kromě toho se zde nacházela část německé 33. divize SS a divize "Brandenburg", čtyři maďarské pluky a tři prapory. Jeden pluk zde měla i armáda nezávislého státu Chorvatsko a Srbského dobrovolnického sboru. Dále se zde nacházelo několik policejních jednotek, 25. dělostřelecká baterie a 30 tanků. Další případné rezervy měli Němci dislokovány v blízkosti města Pécs v dnešním Maďarsku. Vzhledem k tomu, že Němci útok předpokládali, umístili do oblasti Baranje zpočátku třicet a poté až šedesát tisíc mužů. Němci připravili hned na břehu Dunaje zákopy a za protipovodňovou hrází, blíže k 2,5 km dlouhé vesnici, umístili dělostřelectvo. Opevněny byly také i některé vyvýšené kóty (169, 205 a 206) v blízkosti vesnice.
Plán předpokládal, že 73. a 233. divize Rudé armády a 51. divize Jugoslávských partyzánů (bez 8. brigády) budou bránit břeh Dunaje v blízkosti vesnice Batina, obsadí jej a dále předmostí rozšíří až k vesnicím Draž a Zmajevac. 236. divize Rudé armády a 8. brigáda 51. divize Jugoslávských partyzánů obsadí břeh Dunaje u obce Zlatna Greda a připraví podmínky pro obsazení dalších okolních obcí, tj. Zmajevac a Kneževi Vinogradi.

## Průběh
Překonání Dunaje bylo provedeno v noci a situaci mělo pro postupující jednotky Rudé armády zjednodušit dělostřelectvo, které ostřelovalo druhý břeh řeky.
Ve dnech 12. až 15. listopadu probíhaly velmi těžké boje. Vojáci Rudé armády nejprve dokázali vesnici Batina obsadit, nicméně po urputných bojích byli zatlačeni zpět ke břehu, kde je doplnily nové jednotky. Boje se poté opět vrátily do samotné vesnice. Uliční boje probíhaly dům od domu. Nejtěžší střety probíhaly v blízkosti místního nádraží a kóty 169, která byla jediným vyvýšeným místem v oblasti. Při bojích padlo 478 partyzánů, okolo 1500 vojáků Rudé armády. Němci měli cca 2,5 tisíce ztrát.
Bitva skončila úspěchem Rudé armády a partyzánů a obsazením vesnic, které byly stanoveny v původním plánu. Podařilo se obsadit technika v ústí řeky Drávy do Dunaje byla zničena. Podařilo se připravit podmínky pro útok na tzv. Sremské frontě.